# Lien marchand
Le lien marchand est la relation unissant les personnes amenées à participer aux échanges économiques:
- la consommation,
- l'activité professionnelle.

La crise de ce lien marchand peut être évoquée par le chômage, le licenciement, la fermeture d'une entreprise, etc.
Le lien marchand est dépendant des liens social et politique.